# جويل غونزاليس دياز
جويل غونزاليس دياز (بالإسبانية: Joel González Díaz)‏ هو سياسي مكسيكي، ولد في 23 فبراير 1965 في المكسيك. حزبياً، نشط في الحزب الثوري المؤسساتي. وقد انتخب عضو مجلس النواب المكسيك.